# Araiya
Araiya is een geslacht van spinnen uit de  familie van de Anyphaenidae (buisspinnen).

## Soorten
- Araiya coccinea (Simon, 1884)
- Araiya pallida (Tullgren, 1902)